# Giovanni Testori
Giovanni Testori, né le 12 mai 1923 à Novate Milanese et mort le 16 mars 1993 à Milan, est un écrivain, journaliste, poète, critique d’art et critique littéraire, dramaturge, scénariste, metteur en scène et peintre italien. Il est un représentant de la quatrième génération de la Ligne lombarde.

## Biographie

### L'enfance et la jeunesse
Giovanni Testori est né à Novate Milanese, dans la périphérie de Milan. Il est le fils de Edoardo et de Lina Paracchi, tous deux originaires de la haute Brianza (Sormano pour le père et Lasnigo pour la mère). Ces lieux nourrissent l’imaginaire et la création de Testori. Ses souvenirs remontent souvent à l’époque de son enfance et à sa famille, à laquelle il est très lié. Giovanni est le troisième enfant d’une fratrie de six : il a une sœur, Piera, un frère, Giuseppe, et trois autres sœurs, Marisa, Lucia et Gabriella.
Edoardo Testori avait quitté Sormano pour ouvrir une usine textile, le long des chemins de fer au Nord de Milan, et y construire à côté l’habitation familiale. Cette maison, où Giovanni a grandi et où il a passé une grande partie de son existence, abrite aujourd’hui l'Association Giovanni Testori.
Après un parcours d’études marqué par certaines irrégularités, étant donné sa prédisposition pour les matières littéraires et artistiques, Testori s’inscrit au lycée classique en 1939 et obtient son bac en 1942.
Au lycée, il cultive sa passion pour l’art et le théâtre. Alors qu’il n’est pas encore majeur, il publie une série d’articles sur « Via Consolare », la revue du GUF (Gruppo Universitari Fascisti) de Forlì. Son premier écrit, datant de 1941, se consacre à Giovanni Segantini.
Testori intervient également dans d’autres revues liées aux GUF en écrivant des articles consacrés surtout à des artistes contemporains (de Scipione à Manzù en passant par Carlo Carrà).
En septembre 1942, il s’inscrit à la faculté d’architecture de l’École polytechnique de Milan, où il passe une année.

### Les années 1940
En 1943, au cours de sa deuxième année à l’École Polytechnique, Testori est contraint de se réfugier pendant quelques mois avec sa famille dans la maison de Sormano, dans la vallée de la Valassina. C’est là qu’il s’aménage un espace pour cultiver l’autre passion qui l’accompagne depuis quelques années, sa passion pour la peinture, à laquelle il se livre en tant qu’autodidacte.
Testori publie pendant ces années-là des articles et des monographies sur l’art contemporain (Manzù. Erbe, 1942 ; Henri Matisse. 25 disegni, 1943), mais aussi ses premiers écrits sur les artistes de la renaissance : Debiti e crediti di Dosso Dossi (« Architrave », Bologne, II, 4-5, février-mars, p. 3), Discorso sulle mani di Leonardo (« Pattuglia », I, 7, mai 1942), Introduzione a Grünewald (« Architrave », II, 7, mai 1942). Grünewald fait partie de ses peintres de prédilection et il s’y intéressera à nouveau en 1972 en signant le texte de présentation de L’œuvre complète de Grünewald dans la collection « Classici dell’arte » aux éditions Rizzoli.
En 1942, Testori fait ses débuts de dramaturge avec La morte et Un quadro. Les deux textes sont publiés séparément sur « Via Consolare ». En 1943, Testori publie aussi sur « Posizione » son premier récit, Morte di Andrea.
Dès les débuts, il apparaît clairement que l’activité créative de Testori se déploie sur plusieurs fronts : c’est une caractéristique propre à toute sa carrière.

#### Pour un nouveau Réalisme
Dans les années de la Seconde Guerre mondiale, la peinture prend pour Testori une place déterminante, tant au niveau pratique que théorique. L’auteur prend ouvertement position dans les débats entre réalisme et abstraction qui animent la scène artistique italienne, très influencée par le picassisme. Les peintures réalisées par Testori sont elles aussi sensibles à la leçon de Picasso.
On retrouve ses prises de position sur la réalité de la peinture dans un article publié en décembre 1945, sur le premier numéro du périodique milanais « Argine Numero » (puis « Numero Pittura »), fondé avec ses amis de « Corrente » dont Ernesto Treccani et Renato Guttuso. L’année suivante, sur la même revue dirigée par Testori, sort Oltre Guernica. Manifesto del Realismo di pittori e scultori, signé par lui-même et par Giuseppe Ajmone, Rinaldo Bergolii, Egidio Bonfante, Gianni Dova, Ennio Morlotti, Giovanni Pagani, Cesare Peverelli, Vittorio Tavernari ed Emilio Vedova.
Le manifeste vient clarifier l’idée de réalité « en art » mise en avant par les signataires : une réalité qui « n’est pas le réel, ni la visibilité, mais la consciente émotion du réel devenue organisme. Le réalisme ne veut donc pas dire naturalisme, vérisme ou expressionnisme, mais le réel concrétisé de l’un, lorsqu’il détermine, participe, coïncide et équivaut au réel des autres, lorsqu’il devient, en somme, une mesure commune par rapport à la réalité elle-même. » Le tout à partir des « prémisses formelles » fournies « en peinture, par le procédé qui depuis Cézanne va jusqu’au fauvisme (où on retrouve l’origine de la couleur) et au cubisme (où on retrouve l’origine structurale).
Selon Testori, l’idée de réalité dans l’art est à l’opposé de celle que soutient son ami le peintre Renato Guttuso : il ne s’agit pas d’atteindre la réalité à travers la peinture, mais de « pouvoir partir de la réalité », au travers des moyens de la peinture. « Et d’avoir confiance en le fait que ce point de départ est permis. » Pour peindre, écrit Testori, « tout autant que pour vivre». Une approche pleine de l’art, et avant cela de la vie, n’est possible qu’en partant toujours d’une immersion totale dans la réalité.
Selon Testori, ce concept s’illustre en pratique dans l’évolution qui marque la peinture d’Ennio Morlotti (artiste qu’il soutiendra pendant longtemps en présentant ses œuvres dans diverses expositions) entre l’après-guerre et les années 1950. Si l’idée de réalisme de Guttuso est « l’illustration de la réalité », pour Morlotti, écrit Testori, elle est plus exactement « l’expression de la réalité».

#### L'abandon de la peinture
En 1947, Testori obtient sa maîtrise de Lettres à l’Université Catholique de Milan. Dans son mémoire, La forme dans la peinture moderne, il s’intéresse à l’évolution de l’idée de forme dans la peinture européenne du début du XXe siècle. Dans le chapitre conclusif, il déclare la nécessité d’un renouvellement de l’art dans les espaces sacrés.
Les dessins et les peintures de Testori dans ces années-là naissent de la tentative de dépasser Picasso en établissant un rapport plus direct avec la réalité, et notamment avec la réalité historique des lieux où l’on vit et travaille. Sa première saison en tant que peintre se termine par la réalisation en 1948 et en 1949 de fresques, perdues, représentant la Crucifixion et les Quatre évangélistes sur les panaches qui soutiennent la coupole du presbytère de l’église San Carlo al Corso de Milan. Ce cycle de fresques représente la seule et unique intervention publique de Testori en tant que peintre. Les peintures ne plairont pas à la « Commission des Beaux-Arts et de l’Art religieux » et seront recouvertes par un vernis. Des photographies des fresques à peine terminées ainsi que de quelques dessins préparatoires témoignent aujourd’hui de ce travail.
À partir de là, Testori abandonne la peinture et détruit une grande partie de ses travaux, pour se consacrer exclusivement à l’écriture.

#### L'engagement pour le théâtre
Dès la fin des années 1940, en parallèle de ses travaux de recherche en peinture, Testori laisse croître sa passion pour le théâtre. Il devient l’ami de Paolo Grassi et fréquente le Piccolo Teatro. Entre 1947 et 1948, il écrit des critiques théâtrales dans une rubrique hebdomadaire du journal « Democrazia ».
En 1948, le premier drame de Testori, La Caterina di Dio (dont le texte n’a jamais été retrouvé), est mis en scène au théâtre de la Basilique de Milan, dans l’église désacralisée de San Paolo Converso.
Entre 1949 et 1950, Testori écrit le texte d’un autre drame, Tentazione nel convento, qui ne sera jamais représenté de son vivant.
En mars 1950, au Teatro Verdi de Padoue, la Compagnie du Théâtre de l’Université, dirigée par Gianfranco De Bosio met en scène une autre création de Testori : Le lombarde.

### Les années 1950
En 1951, au palais royal de Milan, a lieu l’exposition sur Caravage et l’école caravagesque. C’est à cette occasion que Testori rencontre le grand historien de l’art Roberto Longhi qu’il admire depuis longtemps pour son engagement critique et la qualité de sa prose. De cette rencontre vont naître une amitié de longue date et une collaboration dans la toute nouvelle revue « Paragone », dirigée par Longhi lui-même. En 1952, Testori y publie son premier essai Sur Francesco del Cairo, peintre qui aujourd’hui est reconnu comme l’un des représentants majeurs de la peinture milanaise du XVIIe siècle. Il s’agit d’un texte extrêmement travaillé et complexe, tant sur le fond que sur la forme, dans lequel Testori parvient à transposer sur le versant de la critique d’art ses réflexions portant sur le réalisme et le naturalisme dans la peinture. Le texte est traversé par une tension narrative et théâtrale qui en fait un texte « à la limite de la critique, de la littérature et de la psychanalyse.
En 1953, Testori rédige, en collaboration avec Renata Cipriani, le catalogue de I pittori della realtà in Lombardia. Cette exposition est la deuxième qu’organise Roberto Longhi au palais royal de Milan. Il y en aura une troisième, Arte lombarda des Visconti aux Sforza en 1958. La même année, Testori publie sur « Paragone » un article sur le portraitiste du XVIIe siècle Carlo Ceresa, tout en continuant à soutenir l’activité du contemporain Ennio Morlotti, présenté à la Galleria del Milione (1953), aux Biennales de Venise (1952, 1956) et à la Quadriennale romaine de 1959.
En 1954, Testori publie chez Einaudi, dans la collection «I gettoni», son premier roman Il dio di Roserio, qui, à travers le monde des clubs cyclistes, décrit les populations de la province lombarde et de la périphérie de Milan, auxquelles l’écrivain s’intéressera à plusieurs reprises au cours de son œuvre : il cherche, en portant attention aux drames que ces populations vivent, à mettre à nu leur humanité la plus profonde, et en cela, il est dans la continuité du procédé qu’il met en œuvre tant dans sa pratique artistique (et dans son écriture théâtrale en particulier) que dans la critique d’art. Dès ces débuts de romancier, seront remarqués le caractère expérimental, la force picturale et visuelle de la langue testorienne, riche d’inflexions dialectales.
En 1955, Testori est le curateur d’une importante exposition sur le Maniérisme piémontais et lombard du XVIIe siècle, présentée au palais Madame à Turin et à Ivrée, grâce au soutien du Centre Culturel Olivetti d’Ivrée et de Vittorio Viale, directeur des Musées Civiques de Turin. Le catalogue présente les caractéristiques principales des peintres de la Lombardie et du Piémont ayant vécu sous les cardinalats de Charles et Frédéric Borromée. Ce sont des artistes pour lesquels Testori forgera l’épithète de « pestanti » (« pestants »), en référence aux épidémies de peste qui eurent lieu sur le territoire du duché de Milan entre 1576 et 1630.
L’année suivante, Testori collabore à la première grande exposition monographique dédiée à Gaudenzio Ferrari, au Musée Borgogna de Vercelli. Dans l’essai intitulé Gaudenzio e il Sacro Monte, publié dans le catalogue d’exposition, Testori réhabilite le rôle de sculpteur de cet artiste originaire de la Valsesia.
Testori éprouve une prédilection particulière pour la peinture et la sculpture de Gaudenzio Ferrari, dont la douceur le rapporte à la dimension des affects domestiques. Ce que Testori a de plus viscéral trouve en revanche un écho dans l’œuvre plus tourmentée d’Antonio d’Enrico, dit Tanzio da Varallo. Testori lui consacre une première exposition monographique, aux Musées Civiques de Turin, en 1959 et à Varallo l’année d’après.
En 1958, dans la « Bibliothèque de littérature » de Feltrinelli, collection dirigée par Giorgio Bassani, est publié Il Ponte della Ghisolfa, premier recueil de nouvelles faisant partie du cycle Les secrets de Milan, suivi en 1959 par La Gilda del Mac Mahon et par Le Fabbricone en 1961. Testori fait le récit des drames de héros des périphéries de la ville, avec un regard empreint d’une grande humanité et d’empathie qui lui voueront un succès international. Les publications de Il Ponte della Ghisolfa et de La Gilda del Mac Mahon en français et en espagnol seront suivies de près par celles de Il Fabbricone en français, en espagnol mais aussi en anglais et en allemand.
Également en 1958, est publié le livre sur les fresques du jubé de l’église Saint Bernardin à Ivrée, chef-d’œuvre de Giovanni Martino Spanzotti, artiste présent sur le territoire piémontais entre le XVe et le XVIe siècle.

### Les années 1960
Le cycle de Les Secrets de Milan se poursuit en 1960 avec la publication de La Maria Brasca. Le texte est monté au Piccolo Teatro de Milan dans la mise en scène de Mario Missiroli, avec Franca Valeri dans le rôle principal. L’Arialda est mis en scène la même année : c’est le premier spectacle italien interdit aux mineurs. Après avoir réglé d’importants problèmes avec la censure, le drame est représenté pour la première fois au Teatro Eliseo de Rome par la compagnie de Rina Morelli et Paolo Stoppa, dans la mise en scène et adaptation de Luchino Visconti. En février 1961, quand le spectacle arrive au Teatro Nuovo de Milan, le magistrat Carmelo Spagnuolo ordonne, le lendemain de la première représentation, la mise sous séquestre des manuscrits de travail et la suspension de toutes les représentations prévues. Testori et les Éditions Feltrinelli sont incriminés pour le texte, dont on estime qu’il « offense grandement le sens commun de la pudeur», notamment à cause de l’histoire qui lie Éros, frère de la protagoniste, à Lino, le garçon dont il est amoureux. Ce n’est qu’en 1964 que l’auteur et l’éditeur seront acquittés définitivement de l’accusation d’outrage à la pudeur.
À l’été 1960, Visconti présente Rocco et ses frères à la Mostra de Venise. Le scénario du film est en grande partie tiré de certaines nouvelles de Il Ponte della Ghisolfa et Testori en a revu les dialogues milanais. On remarque parmi les interprètes Alain Delon, Renato Salvatori et Annie Girardot.
La polémique autour du procès de L’Arialda est un autre coup dur pour Testori, qui considère ainsi comme terminée sa période néo-réaliste. Ainsi, l’auteur accueille-t-il avec un certain détachement la sortie en 1961 chez Feltrinelli du cinquième et dernier tome de I Segreti di Milano, Il Fabbricone, dont Giorgio Bassani a particulièrement réduit la longueur. Le roman connaît un très grand succès de best-seller aux ventes décisives.
L’expérimentalisme linguistique de Testori fait l’objet d’une reconnaissance sur le plan national. Dans un article paru sur «Verri» en 1960, l’écrivain Alberto Arbasino déclare s’inscrire, au même titre que Testori et Pasolini, dans la veine du plurilinguisme de Carlo Emilio Gadda et, pour désigner le trio, il forge la célèbre appellation : «les neveux de l’Ingénieur» (en référence à la première profession de Gadda).
En 1962, Testori s’établit à Milan. Il publie L’Elogio dell’arte novarese, où il tente de tracer les lignes de force de l’art sur le territoire de Novara entre le XVe et le XVIIIe siècle. Ce texte sera revu et intégré dans Il Gran teatro montano, volume qui renferme toutes les études de Testori sur Gaudenzio Ferrari et le Mont Sacré de Varallo, publié en 1965 par Feltrinelli.
En parallèle, ses recherches se portent aussi sur les grands peintres français comme Géricault et Courbet. Ainsi, Testori explique-t-il à Alberto Arbasino : « Le mariage tragique entre le Romantisme et le Réalisme qui vit naître Géricault, Delacroix et Courbet constitue peut-être le dernier cri d’alarme et de rébellion totale de la culture de l’homme. Quand je vais au Louvre et que j’entre dans la salle dédiée à ces grands maîtres (auxquels j’ajouterais Gros, grand oublié), j’éprouve une émotion et une poussée de vitalité incomparable. C’est étonnant comme il n’y a que les grands pessimistes, ceux qui vivent face à la mort, pour nous faire aimer la vie, ou pour ne pas nous la faire trop haïr».
En 1965, année de la mort de son père, sont publiés chez Feltrinelli I Trionfi, un poème monumental de 12 000 vers dont la forme expressive reste inégalée dans le panorama de la poésie contemporaine, « si l’on fait exception » de Pasolini « qui vient de terminer Poesia in forma di rosa (1964)». Il est à noter qu’une partie du poème fait directement référence à l’œuvre de Géricault (Le Radeau de la Méduse en particulier) ainsi qu’au dernier séjour de Charles Borromée au Mont Sacré de Varallo. I Trionfi, avec L’Amore (1968) et Per sempre (1970) est le premier volume d’une trilogie poétique dédiée à Alain Toubas (1938-2021). Testori rencontre le jeune parisien à la fin des années 1950 et leur histoire durera toute la vie. Alain Toubas a été pour Testori un compagnon, mais aussi, d’une certaine manière, un fils. Cette relation éclaire les liens que Testori entretient avec le cinéma, et notamment la manière dont évoluent les rapports avec Luchino Visconti, mais elle est aussi à l’origine de la galerie d’art Compagnia del Disegno, dirigée par Alain Toubas lui-même. Leur relation nourrit également l’imaginaire érotique et affectif de Testori, qui trouve son expression dans la poésie. Testori retrouve par exemple les traits de l’être aimé dans certaines des peintures qu’il aime beaucoup, comme dans le David de Tanzio da Varallo. Alain Toubas a également fait partie des premières aventures théâtrales. Il interprète le personnage du « Franzese » dans L’Ambleto.
Tout en continuant à s’intéresser à l’art de l’époque moderne et contemporaine, Testori revient au théâtre avec La Monaca di Monza en 1967. C’est à nouveau Luchino Visconti qui met en scène le texte.
La première représentation a lieu le 4 novembre au Teatro Quirino de Rome. Lilla Brignone interprète le personnage principal et c’est à elle qu’est dédié le texte publié chez Feltrinelli.
Pour l’auteur, il est temps d’expliciter sa poétique théâtrale. C’est ce qu’il fait dans l’essai Il ventre del teatro, paru sur la revue «Paragone» en 1968. Au même moment, Pasolini publie sur «Nuovi Argomenti», son Manifeste pour un nouveau théâtre. Tous deux rejettent complètement ce que représentait à l’époque le théâtre italien. Ils soutiennent la place centrale de la parole au théâtre. Pasolini défend un «théâtre de parole» et décrit l’expérience théâtrale de ce théâtre comme un «rite culturel», où la parole a le statut de concept. Pour Testori, le drame s’incarne dans une «parole-matière», qui puise dans le « grumeau de l’existence ». Une parole «in-dicible» qui «est avant tout horriblement (insupportablement) physiologique» et qui trouve sa plus grande expression dans le monologue.
À cette époque, Testori travaille sur Erodiade qui, initialement, aurait dû être présenté au Piccolo Teatro de Milan, dans une programmation inattendue. Le drame ne sera finalement représenté qu’en 1991 au Teatro Out Off de Milan (mise en scène d’Antonio Sixty et interprétation Rafaella Boscolo). L’inspiration en est clairement artistique : «Hérodiade, au final, m’est toujours apparue comme une des plus hautes et intenses métaphores de l’art qui, après la venue du Christ, ne peut plus ne pas être une métaphore de l’incarnation. C’est pour ces raisons que j’ai toujours aimé, beaucoup plus que l’Hérodiade des décadents, celle de Caravage et des peintres de l’école caravagesque, et en particulier celle de Francesco Cairo. On y voit vraiment cette figure sombre perpétuellement tiraillée entre malédiction et salut».

#### Le retour à la peinture
Après avoir résolument abandonné la peinture vers 1950, Testori se remet à dessiner et peindre à partir de 1964. Testori réalise soixante-treize têtes de Saint Jean Baptiste, une série de dessins réalisés au stylo pendant l’écriture de Erodiade (ils ne seront publiés qu’en 1987). Les soixante-treize dessins seront exposés à Paris, au Centre Georges Pompidou en janvier 1987. Le catalogue de l’exposition intitulée « Hérodiade et la tête du prophète » est introduit par un essai de Carlo Bo, « Dentro la testa del Battista ». En parallèle de l’exposition, la comédienne Adriana Innocenti interprète le monologue d’Erodiade dans la petite salle du Centre Pompidou et le public peut aussi assister à un débat de Testori avec Jean Clair sur le thème «critique et création». Au cours des années suivantes, plusieurs œuvres de Testori sont présentées dans quatre expositions qui lui sont consacrées : « à la Galerie Galatea de Mario Tazzoli à Turin (1971), à la Galerie Alexander Iolas de Milan (1974), à la Galerie du Naviglio de Giorgio Cardazzo, toujours à Milan (1975) et à la galerie Il Gabbiano de Rome (1976), les présentations dans les catalogues sont signées Luigi Carluccio, Piero Citati, Cesare Garboli et Giuliano Briganti».

### Les années 1970
L’invention d’un idiolecte : la première trilogie.
Entre la fin de l’année 1971 et le début de l’année 1972, Testori présente à Milan l’exposition Le Réalisme en Allemagne : cela fait quelques années qu’il suit avec intérêt le Réalisme allemand et le courant de la Nouvelle Objectivité allemande, pour la première fois montrés au public italien.
En 1972, l’Ambleto, réécriture du drame shakespearien, est publié chez Rizzoli. La langue que Testori avait théorisée dans son manifeste va s’incarner progressivement dans la Trilogia degli Scarozzanti : c’est l’apparition d’un idiolecte, un mélange plurilinguistique fait de dialectes (de la Brianza, mais aussi plus généralement de Lombardie et de Vénétie), de néologismes, de paroles étrangères (français et espagnol en particulier), et de langues anciennes (latin, italien ancien, de nombreux secentismi) notamment, d’un jeu inventif de préfixation et de suffixation.
Le 16 janvier 1973, c’est la première de l’Ambleto à Milan pour l’inauguration du Salone Pier Lombardo, théâtre que viennent de fonder Testori lui-même, Franco Parenti, Andrée Ruth Shammah, Dante Isella et Maurizio Fercioni. La mise en scène est signée Andrée Ruth Shammah, l’interprète est Franco Parenti, à qui est dédiée la pièce. C’est de l’amitié avec Franco Parenti que naît l’idée des «Scarozzanti», compagnie imaginaire «itinérante, de gens de théâtre qui représentent, un jour ici, un autre là, entre les Lacs et les Préalpes, de fameuses intrigues, adaptées au mieux avec les moyens du bord». Macbetto (1974), toujours à partir de Shakespeare, et Edipus (1977), à partir de Sophocle sont les deuxième et troisième volumes de la trilogie.
Pendant ces mêmes années, deux recueils de poésie (Alain ; Nel tuo sangue, 1973) et deux romans (La Cattedrale, 1974 ; Passio Laetitiae et Felicitatis, 1975) voient également le jour.
L’activité de critique d’art reste constante : en 1973, Testori est associé à l’organisation de l’importante exposition sur Il Seicento lombardo, présentée à Milan entre le palais royal et la Pinacothèque Ambrosienne.
Dans les années qui suivent, Testori publie des monographies d’artistes appartenant au courant le plus réaliste de la Renaissance d’Italie du Nord. Dans Romanino e Moretto alla Cappella del Sacramento (1975), Testori étudie les décorations picturales de la chapelle du même nom dans l’église San Giovanni Evangelista de Brescia. Il contribue à la redécouverte des peintures de Giovanni Battista Moroni dans le Val Seriana (1977) et remet en lumière l’œuvre du sculpteur du XVIIIe siècle Beniamino Simoni à Cerveno (1976).
À travers une série d’expositions dans des galeries privées, Testori continue à promouvoir l’activité d’artistes contemporains figuratifs plus ou moins connus, plus ou moins jeunes : de Gianfranco Ferroni et Carla Tolomeo à Cagnaccio di San Pietro, en passant par Cristoff Voll, Antonio García López, Pierre Combet-Descombes, Abraham Mintchine, Max Beckmann, Helmut Kolle, Willy Varlin, Graziella Marchi, Federica Galli, Francis Gruber, José Jardiel, Paolo Vallorz et d’autres encore.

#### Adieu à sa mère
Le 20 juillet 1977 meurt la mère de Testori, Lina Paracchi, à qui l’écrivain était très intimement lié. Le moment du trépas est préfiguré dans la poésie Ragazzo di Taino, qui date de 1975-1976 et ne sera publiée que partiellement en 1980.
C’est une période de douleur et de recueillement qui amène Testori à se rapprocher de la foi chrétienne, qu’il n’avait du reste jamais abandonnée, mais qu’il avait toujours habitée en étant conscient des contradictions de la vie, parfois jusqu’au tourment. C’est dans ce contexte que naît Conversazione con la morte : un monologue, publié aux éditions Rizzoli en 1978, écrit pour le comédien Renzo Ricci, après que Testori l’ait vu interpréter le vieux serviteur Firs dans la mise en scène de Strehler de La Cerisaie. Le comédien meurt le 20 octobre de la même année, sans avoir le temps ni de lire ni d’interpréter le texte sur scène. C’est Testori lui-même qui interprétera le texte, avec une première au Salone Pier Lombardo, le 1er novembre 1978, puis une série de représentations dans plus de cent églises, théâtres et centres culturels à travers toute l’Italie.
Cela correspond aussi au moment où Testori se rapproche du mouvement catholique « Communion et Libération » et de son fondateur, le prêtre Luigi Giussani, avec lequel il publiera un dialogue sur le sens de la naissance, Il senso della nascita. Colloquio con Don Luigi Giussani, sorti en 1980 et traduit en espagnol et en anglais. De ces échanges avec les jeunes, Testori tire Interrogatorio a Maria : la pièce sera mise en scène par Emanuele Banterle le 27 octobre 1979 dans l’église Santo Stefano à Milan par la Compagnia dell’Arca, avec Laura Lotti, Andrea Soffiantini, Stefano Braschi et Franco Palmieri.

#### Écrivain pour le «Corriere della Sera»
Le 10 septembre 1975, sort le premier article de Giovanni Testori sur le quotidien « Corriere della Sera » à propos de l’exposition sur Bernardino Luini et la peinture lombarde du début du XVIe siècle, présentée en août au Palais Verbania de Luino. C’est le début d’une longue collaboration avec le journal milanais. Testori y publiera d’abord des articles sur des expositions et des livres puis également des commentaires sur l’actualité et la culture.
Ces interventions ont toujours un fort impact, éthique et moral, sur l’opinion publique qui classe les articles de Testori comme les dignes successeurs des Écrits corsaires de Pasolini, mort en novembre 1975. Le premier article qui attire l’attention de la presse est intitulé La cultura marxista non ha il suo latino (La culture marxiste n’a pas son latin) du 4 septembre 1977, il constitue une réponse énergique à un article de fond du futur président de la République italienne Giorgio Napolitano, Intellettuali e progetto (Intellectuels et projet) publié en première page de l’«Unità» du 28 août 1977. L’auteur y dénonce la «course à laquelle les intellectuels [communistes] se sont soumis» pour accéder aux postes de pouvoir : «le cri ne fut pas «mon règne pour un cheval» mais plutôt «mon cerveau pour un poste» ; et les postes ont été distribués».
Ce n’est que la première des multiples batailles idéologiques que Testori conduira dans les pages du « Corriere della Sera ». À partir du 4 décembre 1978, Testori écrit aussi en tant que critique d’art et il dirige la page du dimanche consacrée à l’art. Au cours des seize années qui vont suivre, Testori publiera plus de huit cents articles. Il écrira notamment plusieurs articles sur de nombreux peintres français s’inscrivant dans une veine réaliste, notamment Géricault, Courbet, Cézanne, mais encore le néerlandais Van Gogh. Testori rassemble, aux côtés d’autres articles écrits pour « Il Sabato », un hebdomadaire tenu par de jeunes catholiques, la plupart des articles relatifs à des faits divers ou les réflexions d’ordre éthique, social et religieux dans l’ouvrage intitulé La maestà della vita (éditions Rizzoli, 1982).

### Les années 1980

#### La seconde trilogie
Interrogatorio a Maria ouvre, dans le parcours créatif de Testori, une seconde trilogie qui contient Factum est (1981) puis Post Hamlet (1983).
Factum est est écrit pour Andrea Soffiantini et la toute nouvelle Compagnia del Teatro degli Incamminati, fondée par Testori avec Emanuele Banterle. La première représentation a lieu le 10 mai 1981 dans l’église de Santa Maria del Carmine à Florence. Andrea Soffiantini interprète un monologue structuré en quatorze parties, comme une via crucis, dans lequel un fœtus, depuis l’intérieur du ventre de sa mère, est obligé d’acquérir, non sans peine, le don de la parole afin de supplier ses parents de ne pas renoncer à sa naissance. Au mois de mai de l’année 1981, les citoyens italiens sont appelés aux urnes pour approuver le référendum sur l’avortement. Toutefois, comme Testori le déclare au «Corriere della Sera» le 5 mai 1981, selon lui, la pièce «n’est pas un monologue sur l’avortement : c’est un monologue sur la vie […]. Mon texte n’a rien à voir avec la loi, mais traite plutôt du caractère inévitable de la venue au monde, de la douceur de la naissance, du droit à grandir et à être, de la vie en somme».
Post Hamlet, troisième variation sur Hamlet de Shakespeare (après Ambleto et le scénario cinématographique Amleto, posthume) est la dernière publication de Testori aux éditions Rizzoli : il sera édité dorénavant par Mondadori qui fait paraître Ossa mea (1981-1982).
Post Hamlet est mis en scène en 1983 à Milan par Emanuele Banterle. Au plateau, Adriana Innocenti. Testori lui réécrit le rôle d’Erodiade et la met en scène aux côtés d’Emanuele Banterle dans un spectacle pour lequel il s’occupe aussi de la scénographie et des costumes.

#### Du côté d’Alessandro Manzoni
L’année 1984 commence avec la publication de I Promessi sposi alla prova. Azione teatrale in due giornate qui sera le premier volume d’une collection consacrée aux livres de Giovanni Testori aux éditions Mondadori. La première représentation a lieu au Salone Pier Lombardo et marque le retour de l’auteur dans ce théâtre. Les deux interprètes principaux sont Franco Parenti et Lucia Morlacchi. La mise en scène est signée Andrée Ruth Shammah. Pour Testori, c’est un retour à Alessandro Manzoni, auteur déterminant pour sa formation : «j’estime, j’ai toujours estimé que le cœur de Les Fiancés […] appartient tout en entier à la culture lombarde, à la culture italienne, et est en passe d’appartenir à la culture mondiale».
Parallèlement, Testori signe l’Introduzione pour l’édition de Les Fiancés dans la collection « Classici » des « Oscar Mondadori ». Il participe aux célébrations à l’occasion du second centenaire de la naissance de Manzoni.
En 1986, Testori est l’auteur d’un long essai (Manzoni. Il suo e il nostro tempo) sur les possibles sources et références figuratives de Les Fiancés dans le catalogue de l’exposition présentée au palais royal de Milan, dans lequel il rédige également les notices de certaines des œuvres picturales.
Pour comprendre ce que pense Testori de Les Fiancés et du rôle que le roman a eu dans les débats de ces années-là sur la culture italienne, on peut se référer à deux conversations déterminantes que l’auteur a eu avec Alberto Moravia puis avec Ezio Raimondi. La première conversation, où Moravia et Testori se répondaient du tac au tac, a eu lieu le 29 novembre 1984 à Milan et portait sur la composante religieuse et sur le sens historique du chef-d’œuvre manzonien (Il romanzo e la storia. Dio e popolo nei Promessi Sposi). La seconde s’est tenue le 3 décembre 1986 à Bologne et avait pour thème les personnages (I Promessi Sposi : dai personaggi luci su Manzoni).

#### Les nouveaux visages de l'art italien et étranger
Pendant les années 1980, Testori poursuit activement son activité de critique d’art. Dans les pages du «Corriere della Sera», il publie de nombreux articles sur des expositions et leurs catalogues. Il mène une activité de critique militant et porte une attention particulière au travail de jeunes peintres et sculpteurs prometteurs, italiens et étrangers.
Il fréquente la galerie Studio d’Arte Cannaviello de Milan et s’intéresse aux nouvelles voix de la peinture provenant d’Autriche et d’Allemagne. Concernant les figures les plus intéressantes du panorama allemand (comme Hermann Albert, Peter Chevalier, Thomas Schindler, Rainer Fetting, Bernd Zimmer), il distingue deux groupes : les «Nouveaux ordonnateurs» (avec, au premier chef, Hermann Albert) et les «Nouveaux sauvages» (avec à leur tête Rainer Fetting), comme pour prolonger la dialectique entre Expressionisme et Nouvelle Objectivité pendant l’entre-deux-guerres.

#### La critique d'art
En 1980, Testori consacre à son « maître idéal », Roberto Longhi, une petite exposition à la Galleria del Disegno de Milan, fondée par Max Rabino et dirigée par Alain Toubas (Testori est à l’origine du nom de la galerie et il y collaborera pendant plusieurs années). C’est la première fois que sont présentés au public quelques dessins du grand historien de l’art.
En 1981, Testori s’occupe d’une exposition anthologique sur Graham Sutherland à la Galerie Bergamini de Milan et il participe à l’exposition sur La Ca’ Granda. Cinque secoli di storia e d’arte dell’Ospedale Maggiore di Milano présentée au palais royal.
En 1982, on lui demande d’écrire l’introduction pour le catalogue de l’exposition sur Gaudenzio Ferrari et son école (Gaudenzio Ferrari e la sua scuola. I cartoni cinquecenteschi dell’Accademia Albertina), présentée à Turin.
En 1983, il s’occupe de l’exposition monographique sur Guttuso où est présenté au public le grand tableau Spes contra spem. Il revient également à Francesco Cairo, en participant à l’organisation de l’exposition à la Villa Mirabello de Varese.
En 1988, il consacre une exposition à Gustave Courbet (Gustave Courbet dans les collections privées) à la Galerie Compagnia del Disegno. L’année suivante, il expose des œuvres de Daniele Crespi, toujours tirées de collections privées, à la Galleria Italiana Arte de Busto Arsizio.
En 1990, Testori signe l’introduction du Catalogue complet de l’œuvre de Van Gogh, dans la collection « I gigli dell’arte » (Cantini éditions).

#### LapremièreBranciatrilogia
Au milieu des années 1990, Testori poursuit son travail sur l’idée d’un théâtre centré uniquement sur la parole et donne naissance à une première trilogie, la «Branciatrilogia», du nom du comédien Franco Branciaroli pour lequel sont écrits ces trois drames. Le premier, Confiteor, s’inspire d’un fait divers (un homme a tué son frère handicapé pour le soustraire à une vie partielle et humiliante), il est mis en scène au Teatro di Porta Romana le 25 septembre 1986 par Testori, assisté d’Emanuele Banterle, avec Mirton Vajani et Franco Branciaroli pour l’interprétation.
S’ensuit In exitu, en 1988, publié en tant que roman par les éditions Garzanti (où Testori publie d’abord le recueil de poésies Diadèmata en 1986). Testori en est l’interprète et le metteur en scène. La première représentation a lieu au Teatro della Pergola de Florence, le 9 novembre 1988. Le 13 décembre de la même année, à l’occasion d’une seule soirée, le spectacle est représenté dans les grands escaliers de la Gare Centrale de Milan, où est situé le drame qui illustre le thème alors très actuel de la toxicodépendance vis-à-vis de l’héroïne. Il s’agit d’un des textes les plus radicaux de Testori, écrit «dans une langue qui n’existe pas. Il y a un peu d’italien, un peu de latin, un peu de français, mais surtout, il y a la langue d’un homme sur le point d’agoniser, une langue toute cassée, brisée, où les mots sont coupés en deux, une espèce de langue triturée, qui existe et qui n’existe pas, qui n’arrive pas à se définir et alors se répète».
Le volume final de la première «Branciatrilogia» s’intitule Verbò. Autosacramental, un texte centré sur le rapport entre Verlaine et Rimbaud (d’où le titre), interprété par Testori et Branciaroli au Piccolo Teatro de Milan à partir du 20 juin 1989, publié de manière posthume par volonté de l’auteur qui tenait à pourvoir rester libre de «recréer» le texte chaque soir au théâtre.

#### Laseconde Branciatrilogia
À la fin des années 1980, Testori attrape une tumeur qui l’éloigne de la scène publique mais qui n’en limite pas moins sa créativité ni sa productivité.
En 1989, il publie …et nihil, un recueil de poésies composées entre 1985 et 1986 qui sera publié dans la «Collection des vainqueurs du Prix de poésie Pandolfo».
En 1990, la maladie s’aggrave et Testori est hospitalisé à l’hôpital San Raffaele de Milan. C’est de sa chambre d’hôpital qu’il continue à écrire, frénétiquement, en se consacrant à plusieurs projets en même temps. Il termine une Traduction en vers de la Première lettre aux Corinthiens de Saint Paul, publiée en 1991 par Longanesi, son dernier éditeur. Il continue à travailler sur des textes de théâtre, et notamment à une seconde Branciatrilogia. Ne verront le jour que deux textes: Sfaust en 1990 et SdisOrè en 1991, représentés par la Compagnia degli Incamminati dans la mise en scène de Testori, assisté d’Emanuele Banterle. Franco Branciaroli en est le seul interprète. La première de Sfaust a lieu au Teatro Nazionale de Milan le 22 mai 1990, celle de SdisOrè le 11 octobre 1991 au Teatro Goldoni de Venise.
Le troisième et dernier acte de la seconde Branciatrilogia aurait dû être, après mille réélaborations, I tre lai. Cleopatràs, Erodiàs, Mater Strangosciàs, publiés posthumes en 1994.

### Les dernières années
Testori subit une opération à l’été 1990, et durant les longs mois qui l’ont suivie, il alterne entre des séjours à l’hôpital San Raffaele et des périodes de repos à Inverigo, dans la région de la Brianza ou à Varese, à l’Hôtel Palace, où Luca Doninelli réalise un livre d’entretiens qui sera publié quelques mois après la disparition de l’écrivain (Conversazione con Testori, Milan, 1993).
En 1992, Testori assiste à la sortie de Gli Angeli dello sterminio, son dernier roman, qui se situe dans un Milan apocalyptique, presqu’une anticipation du gouffre dans lequel la ville semble être aspirée et qui la plongera dans les méandres de Tangentopoli.
Un des derniers textes pensés pour le théâtre s’intitule Regredior, il sera publié de manière posthume en 2013.
L’écrivain meurt à l’ hôpital San Raffaele de Milan le 16 mars 1993.

## Œuvres traduites en français
- Le Pont de la Ghisolfa. Les Mystères de Milan, traduit par Maurice Javion, Paris, Gallimard, 1961
- Les Amants ennemis (Il Fabbricone), traduit par Claude Poncet, Paris, Gallimard, 1963
- Les Gens de Milan (La Gilda del Mac Mahon), traduit par Maurice Javion, Paris, Gallimard, 1965
- L’Hamblette, traduit par Jean-Paul Manganaro, Paris, Dramaturgie, 1994

Des traductions en français des œuvres théâtrales ont été écrites par Julie Quénehen (Edipus, Macbetto partiellement) et par Giampaolo Gotti et Sylvia Bagli. Elles font partie du répertoire de la Maison Antoine Vitez, Centre international de la traduction théâtrale.

### Œuvres publiées en Italie
Drammi giovanili
- La morte, atto unico (1943)
- Un quadro, atto unico (1943)
- Cristo e la donna, dramma religioso (1943)
- Caterina di Dio (it), dramma religioso (1947)
- Tentazione nel convento (it), dramma religioso (1949)
- Le Lombarde (it), dramma religioso (1950)

### Cycle desSecrets de Milan
- Il ponte della Ghisolfa, Feltrinelli, 1958, recueil de nouvelles (Le Dieu de Roserio est la première histoire de ce premier volume)
- La Gilda del Mac Mahon, Feltrinelli, 1959, recueil de nouvelles
- La Maria Brasca, Feltrinelli, 1960, œuvre théâtrale
- L'Arialda, Feltrinelli, 1960, œuvre théâtrale
- Il fabbricone, Feltrinelli, 1961, roman
- Brouillard à Giambellino, Longanesi, 1995 (posthume), roman

### Trilogia degliScarrozzanti
- L'Ambleto, Rizzoli, 1972
- Macbetto, Rizzoli, 1974
- Œdipe, Rizzoli, 1977

### Troisième trilogie
- Conversazione con la morte, Rizzoli, 1978
- Interrogatorio a Maria, Rizzoli, 1979
- Factum est, Rizzoli, 1981

### Autres œuvres
- Il dio di Roserio, Collana Gettoni, Turin, Einaudi, 1954 ;
- I trionfi, Milan, Feltrinelli, 1965, poésie ;
- Crocifissione, Milan, All'insegna del pesce d'oro, 1966, poésie
- La monaca di Monza, Milan, Feltrinelli, 1967, œuvre théâtrale ;
- L'amore, Milan, Feltrinelli, 1968, poésie ;
- Erodiade, Milan, Feltrinelli, 1969, œuvre théâtrale ;
- Per sempre, Milan, Feltrinelli, 1970, poésie ;
- Nel tuo sangue, Milan, Rizzoli, 1973, poésie ;
- La cattedrale, Milan, Rizzoli, 1974, roman ;
- Macbetto. Édition pour la mise en scène de Macbetto. Mise en scène de Andrée Ruth Shammah (it), décors et costumes de Gianmaurizio Fercioni, musique de Fiorenzo Carpi, collaboration musicale de Raoul Ceroni, couverture de Luigi Granetto, Anteditore, Vérone 1974 ;
- Passio laetitiae et felicitatis, Milan, Rizzoli, 1975, roman ;
- L'Arialda. Édition pour la mise en scène de L'Arialda. Mise en scène de Andrée Ruth Shammah, scènes et costumes de Gianmaurizio Fercioni, musique de Fiorenzo Carpi et scénario de Luigi Granetto, Anteditore, Verona 1976, œuvre théâtrale ;
- Edipus. Édition pour la mise en scène d'Edipe. Mise en scène de Andrée Ruth Shammah, scènes et costumes de Gianmaurizio Fercioni, musique de Fiorenzo Carpi, couverture de Luigi Granetto, Anteditore, Vérone 1977 ; œuvre théâtrale ;
- Post-Hamlet, Milan, Rizzoli, 1983, œuvre théâtrale ;
- Ossa mea, Milan, Mondadori, 1983, poésie ;
- I Promessi Sposi alla prova, Milan, Mondadori, 1984, œuvre théâtrale ;
- Erodiade, 1984, monologue théâtral ;
- La cenere e il volto. Scritti sulla pittura del Novecento, Florence, Le Lettere, 1985, essai
- Confiteor, Milan, Mondadori, 1985, œuvre théâtrale ;
- Diademata, Milan, Garzanti, 1986, poésie ;
- In exitu, Milan, Garzanti, 1988, roman ;
- Et nihil, Arnaud, 1988, poésie ;
- I lini della Veronica, per Veroniche (œuvre de Mimmo Paladino), Bruxelles, Artiscope, 1989 ;
- Verbò, Arnaudi, 1989, œuvre théâtrale ;
- Sfaust, Milan, Longanesi, 1990, œuvre théâtrale ;
- SdisOrè, Milan, Longanesi, 1991, œuvre théâtrale ;
- Traduzione prima lettera ai Corinzi, Milan, Longanesi, 1991 ;
- Gli angeli dello sterminio, Milan, Longanesi, 1992, roman ;
- Segno della gloria, avec seize gravures de Samuele Gabai (it), Édition Rovio, 1994.
- Tre lai, Milan, Longanesi, 1994, posthume, œuvre théâtrale :
  - Cleopatràs
  - Erodiàs
  - Mater Strangosciàs.